# Heinz Weiss
Heinz Weiss (* 12. Juni 1921 in Stuttgart; † 20. November 2010 in Grünwald) war ein deutscher Schauspieler.

## Leben
Weiss absolvierte nach dem Wirtschaftsabitur Ende der 1930er Jahre eine Schauspiel-Ausbildung am Württembergischen Staatstheater in Stuttgart und wurde 1940 zur Wehrmacht eingezogen. Nachdem er schwer verwundet aus dem Krieg zurückgekehrt war, widmete er sich wieder der Schauspielerei. 1946/47 spielte er am Neuen Theater in Stuttgart, 1947/48 an den Städtischen Bühnen Osnabrück, 1948/49 am Jungen Theater Stuttgart, 1949 bis 1952 an den Städtischen Bühnen Augsburg an der Seite von bekannten Darstellern wie Rolf Boysen, 1952 bis 1956 an den Städtischen Bühnen Essen, 1956 als Gast an den Städtischen Bühnen Frankfurt und 1956 bis 1958 an den Städtischen Bühnen Nürnberg-Fürth. Danach machte er als freischaffender Schauspieler Tourneen und verlagerte den Schwerpunkt seiner Arbeit auf Film und Fernsehen.
Sein Karrieredurchbruch erfolgte 1959 mit der Rolle des deutschen Soldaten Clemens Forell in Fritz Umgelters erfolgreichem Mehrteiler So weit die Füße tragen (u. a. mit Wolfgang Büttner, Hans Epskamp und Hans E. Schons), einer Verfilmung von Josef Martin Bauers gleichnamigem Erfolgsroman (die Einschaltquote der Erstausstrahlung lag bei 90 Prozent). Der Film schilderte die Erlebnisse eines früheren Wehrmachtssoldaten nach seiner Flucht aus einem sowjetischen Kriegsgefangenenlager in Sibirien.
Nur schwer überwand Weiss das Soldatenimage und wirkte, mittlerweile zum bekannten Leinwandschauspieler avanciert, in mehr als 140 Filmen neben Stars wie Julie Christie und Gert Fröbe. An der Seite von George Nader spielte er in den zwischen 1965 und 1969 gedrehten Jerry-Cotton-Filmen den FBI-Mann Phil Decker, stand dabei aber immer im Schatten des Titelhelden. In den 1960er Jahren war er neben zahlreichen Verfilmungen in Krimireihen wie Das Kriminalmuseum oder Die fünfte Kolonne zu sehen.
In den späteren Jahren erreichte er große Popularität als Fernsehschauspieler. Die Rolle des Traumschiff-Kapitäns Heinz Hansen verkörperte er von 1983 bis 1999. Daneben übernahm er auch noch andere Fernsehrollen, wie etwa den Kommissar in der Sat.1-Serie Cluedo – Das Mörderspiel und spielte auch in mehreren Fernsehfilmen. Als er 1999 infolge einer nie ganz ausgeheilten Kriegsverletzung eine Blutvergiftung erlitt, wurde ihm das rechte Bein abgenommen; seitdem saß er im Rollstuhl. 2003 veröffentlichte er unter dem Titel Logbuch meines Lebens seine Biografie.
Heinz Weiss wohnte bis zu seinem Tod in Grünwald bei München, wo er in der Nacht vom 20. auf den 21. November 2010 im Alter von 89 Jahren starb. Er wurde auf dem Waldfriedhof Grünwald beigesetzt.

## Filmografie (Auswahl)
- 1958: Wenn die Conny mit dem Peter
- 1959: Strafbataillon 999
- 1959: So weit die Füße tragen
- 1960: Division Brandenburg
- 1960: Das große Wunschkonzert
- 1961: Der grüne Bogenschütze
- 1961: Die Journalisten
- 1961: Nur der Wind
- 1961: Unter Ausschluß der Öffentlichkeit
- 1961: Auf Wiedersehen
- 1963: Der Belagerungszustand
- 1963: Die Abrechnung
- 1963: Das Unbrauchbare an Anna Winters
- 1963: Sonderurlaub
- 1963: Freundschaftsspiel
- 1963: Gesprengte Ketten
- 1964: Die fünfte Kolonne – Treffpunkt Wien (Folge 7)
- 1964: Das Kriminalmuseum – Der stumme Kronzeuge (Folge 7)
- 1964: Der Mann nebenan
- 1964: Flug in Gefahr
- 1964: Bewährungshelfer Berger – Fernsehserie
- 1964: Die Truhe
- 1964: Das Kriminalmuseum – Tödliches Schach (Folge 13)
- 1965: Ein Abschiedsgeschenk
- 1965: Schüsse aus dem Geigenkasten
- 1965: Fall erledigt – 'End of Conflict'
- 1965: Mordnacht in Manhattan
- 1966: Um null Uhr schnappt die Falle zu
- 1966: Das Kriminalmuseum – Das Etikett (Folge 22)
- 1966: Intercontinental Express – Reise an die Grenze (Fernsehserie)
- 1966: Die Venezianische Tür
- 1966: Münchhausen
- 1966: Der Mann, der sich Abel nannte
- 1966: Die Rechnung – eiskalt serviert
- 1966: Der Fall der Generale
- 1966: Begründung eines Urteils
- 1967: Bürgerkrieg in Rußland (Fernseh-Fünfteiler)
- 1967: Der Mörderclub von Brooklyn
- 1968: Dynamit in grüner Seide
- 1968: Claus Graf Stauffenberg
- 1968: Der Tod im roten Jaguar
- 1968: Die fünfte Kolonne – Eine Million auf Nummernkonto (Folge 23)
- 1968: Sir Roger Casement (2 Teile)
- 1969: Marinemeuterei 1917
- 1969: Nennen Sie mich Alex
- 1969: Todesschüsse am Broadway
- 1969: Immer bei Vollmond
- 1970: Wie eine Träne im Ozean
- 1971: Der Fall Eleni Voulgari (Fernsehfilm)
- 1971: Graf Luckner (Les aventures du Capitaine Luckner, Fernsehserie BRD/F, Titelrolle)
- 1972: Jugend einer Studienrätin
- 1972: Max Hölz. Ein deutsches Lehrstück
- 1973: Die merkwürdige Lebensgeschichte des Friedrich Freiherrn von der Trenck
- 1973: Der Vorgang
- 1974: Im Vorhof der Wahrheit
- 1974: Die unfreiwilligen Reisen des Moritz August Benjowski
- 1975: Tatort – Die Rechnung wird nachgereicht
- 1975: Die Brücke von Zupanja
- 1975: Der tödliche Schlag
- 1975: Des Christoffel von Grimmelshausen abenteuerlicher Simplicissimus
- 1976: Der Winter, der ein Sommer war
- 1977: Tatort – Feuerzauber
- 1978: Die Kur
- 1978: Wallenstein
- 1979: Blauer Himmel, den ich nur ahne
- 1979: Verwirrung der Gefühle
- 1979: Die Protokolle des Herrn M. – Keine Antwort aus Zürich
- 1979: Tatort – Zweierlei Knoten
- 1980: Die Küstenpiloten
- 1981: Der Fuchs von Övelgönne
- 1981: Berlin, Tunnel 21
- 1982: Les Quarantièmes rugissants
- 1982: Doktor Faustus
- 1982: Das Traumschiff - Cayman Islands  (Gastrolle)
- 1983: Der Feuersturm
- 1983: Die Matrosen von Kronstadt
- 1983: Wagner – Das Leben und Werk Richard Wagners
- 1983–1999 Das Traumschiff (Fernsehreihe, Folgen 7 bis 33)
- 1983: Das Traumschiff – Kenia (November)
- 1983: Das Traumschiff – Karibik
- 1983: Das Traumschiff – Kenia (Dezember)
- 1983: Das Traumschiff – Amazonas
- 1984: Das Traumschiff – Rio
- 1984: The Little Drummer Girl
- 1985: Der Stadtbrand
- 1985: Christopher Columbus
- 1985: Le Transfuge
- 1986: Peter der Große (Peter the Great)
- 1986: Die Zukunft hat Geburtstag (Einspielfilm in der TV-Show)
- 1986: Das Traumschiff – Bali
- 1988: War and Remembrance
- 1989: Die Schwarzwaldklinik (Folge 70)
- 1993: Cluedo – Das Mörderspiel
- 1994: Immenhof
- 1998: Rosamunde Pilcher – Rückkehr ins Paradies